# Yanitzia Canetti
Yanitzia Canetti (La Habana, 1967) es una escritora y traductora cubana. Ha publicado tres novelas (Al otro lado, La vida es color de Rosa, y Adiós, bestseller) y diversos libros de literatura infantojuvenil.
Obtuvo la licenciatura en Periodismo, una maestría en Lingüística, y el doctorado en Literatura; vive en Boston, EE. UU. Es principalmente conocida por ser la traductora oficial del Dr. Seuss (escritor estadounidense Theodor Seuss Geisel) al español.

## Honores

### Premios en Cuba
- 1994: Premio Nacional de Literatura "La Rosa Blanca"
- 1984, 1985, 1986: Premio Nacional de Literatura en Poesía[3]

## Obra

### Novelas
- Al otro lado (1997)
- Novelita Rosa (1998)
- La muerte nuestra de cada vida (narrativa) ISBN	1598350978, ISBN 9781598350975 (2009) el texto en línea
- La vida es color de Rosa (2010)
- Adiós, bestseller (2010)

### Libros para niños
- Secretos de palacio. Pinos Nuevos/ Editorial Gente Nueva Series. Tradujo e ilustró Raquel Díaz. Edición ilustrada de Gente Nueva, 55 pp. (ed. bilingüe) (1994)
- The Around-the-World Lunch (1999)
- Katy No Tiene Bolsa / Katy No-Pocket. Tradujo Yanitzia Canetti. Ilustró Hans Augusto Rey. Edición ilustrada, reimpresa de Houghton Mifflin Harcourt Publ. Co. (ed. bilingüe) (1999)
- Carlita Ropes the Twister (1999)
- Completamente diferente / Completely Different. Vol. 6 de Colección Rascacielos Series. Tradujo e ilustró Ángeles Peinador. 3ª edición ilustrada de Editorial Everest (2001)
- Doña Flautina Resuelvelotodo (2002, 2 eds.; 2006)
- The Curse of the Jungle Treasure (2003)
- Un poquito más. Ilustró Ángeles Peinador. 2ª edición ilustrada de Editorial Everest (2004)
- Ay, Luna, Luna, Lunita. Ilustró Ángeles Peinador. 2005, y 2ª edición ilustrada de Everest (2006)
- Que Locura por la lectura!. Con Judy Sierra. Ilustró Marc Tolon Brown. Edición ilustrada de Lectorum (2005)
- El niño que nunca se reía (2006)
- ¡Achís!. Pequeño Mundo. Con Cruz-Contarini Rafael. Ilustró Ángeles Peinador. Edición ilustrada de Editorial Everest (2006)
- El príncipe azul (2006, 2008)
- Solo como un perro (2008)
- Las maravillas de una sencilla sombrilla amarilla (2008)
- Caperucita descolorida (2009)
- Blanca Nieve y los siete gigantones (2009)
- Pinocho no era el mentiroso (2009)
- Aladino y la lámpara espantosa (2009)
- La peluca de Rapunzel (2009)
- El patito bello (2009)
- La fea durmiente (2009)
- Ceniciento (2009)
- Yo también puedo ser presidente (2009)
- En tiempos difíciles (2009)
- ABeCedario salvaje / Wild Alphabet. Editor Cambridge BrickHouse, Inc. 40 pp. (ed. bilingüe) (2009)
- ABeCedario nutritivo / Nutritious alphabet. Editor Cambridge BrickHouse, Inc. 39 pp. (ed. bilingüe) (2010)
- ABeCedario de Plantas. Editor Cambridge BrickHouse, Inc. (2010)
- ABeCedario de profesiones y oficios / Alphabet of professions and offices. Editor Cambridge BrickHouse, Inc. (2010)
- ABeCedario escolar (2012)

### Traducciones

#### Jorge el Curioso
- Rey, H. A. Jorge el curioso monta en bicicleta (2002)
- Rey, H. A. Jorge el curioso y el conejito (2002)
- Rey, H. A. Opuestos con Jorge el curioso (2002)
- Rey, H. A. Jorge el curioso encuentra trabajo. Edición ilustrada dE Houghton Mifflin Harcourt, 48 pp. ISBN 061833601X, ISBN 9780618336012 (2003)
- Rey, H. A. Curious George Cleans Up / Jorge el curioso limpia el reguero (ed. bilingüe) (2007)
- Rey, H. A. Curious George Plants a Seed / Jorge el curioso siembra una semilla (ed. bilingüe) (2007)
- Rey, H. A. Curious George Piñata Party / Jorge el curioso y la piñata (ed bilingüe) (2009)

#### Dr. Seuss
- Dr. Seuss.  ¡Cómo El Grinch robó la Navidad! (2000)
- Dr. Seuss. ¡Horton escucha a Quién! (2002)
- Dr. Seuss. El gato con sombrero viene de nuevo (2004)
- Dr. Seuss. Un pez, dos peces, pez rojo, pez azul (2005)
- Dr. Seuss. Y pensar que lo vi en la calle porvenir (2006)
- Dr. Seuss. ¡Hay un molillo en mi bolsillo! (2007)
- Dr. Seuss. Yoruga la tortuga, y otros cuentos (2009)

#### Otros textos infantiles
- Parish, Peggy. Amelia Bedelia (1996, 2000)
- Burton, Virginia Lee. Mike Mulligan y su máquina maravillosa (1997)
- Maguire, Arlene and Sheila Lucas. Todos somos especiales (1997-2005, 2007, 2008)
- Allard, Harry. ¡La Señorita Nelson ha desaparecido! (1998)
- Marshall, James. Jorge y Marta (2000)
- Lester, Helen. El pingüino Taky (2001)
- Walsh, Melanie. ¿Tienen rayas los cerditos? (2002)
- Walsh, Melanie. ¿Trinan los monos? (2002)
- Cerdota Grandota = How Big Is a Pig. Autor Stella Blackstone. Ilustró Clare Beaton. Edición ilustrada de Barefoot Books, Inc. 24 pp. ISBN 1841489263, ISBN 9781841489261 (2003)
- Gatomagico = Catmagic. Autor Lesynski, Loris. Ilustró Lesynski, Loris. Edición ilustrada de Firefly Books Ltd. 32 pp. ISBN 1550378740, ISBN 9781550378740 (2004)
- Berenstain, Stan & Jan. Los osos Berenstain al rescate de la Navidad (2005)
- Los Zapatos Perdidos De Lola. Los Dos Leemos / We Both Read Series. Autor Paula Blankenship. Ilustró Larry Reinhart. Edición ilustrada de Treasure Bay Inc. 48 pp. ISBN 189132778X, ISBN 9781891327780 (2006)
- Sapi y el Gigante. Los Dos Leemos / We Both Read Series. Autor Dev Ross. Ilustró Larry Reinhart. Edición ilustrada de Treasure Bay Inc. 48 pp. ISBN 1891327739, ISBN 9781891327735 (2006)
- Ajmera, Maya & John D. Ivanko. Ser vecinos (2007)
- Cronin, Doreen. ¡A tu ritmo! (2007)
- Munsch, Robert. 50 grados bajo cero (2007)
- Munsch, Robert. Jonathan limpió...luego un ruido escuchó (2007)
- Munsch, Robert. Mortimer (2007)
- Munsch, Robert. La sorpresa del salón (2007)
- Bush, Laura & Jenna. ¡Leer para creer! (2008)